# Schaltanlage
Eine Schaltanlage ist eine Anlage, in der elektrische Energie verteilt wird. Häufig sind in räumlicher Nähe Transformatoren angeordnet.

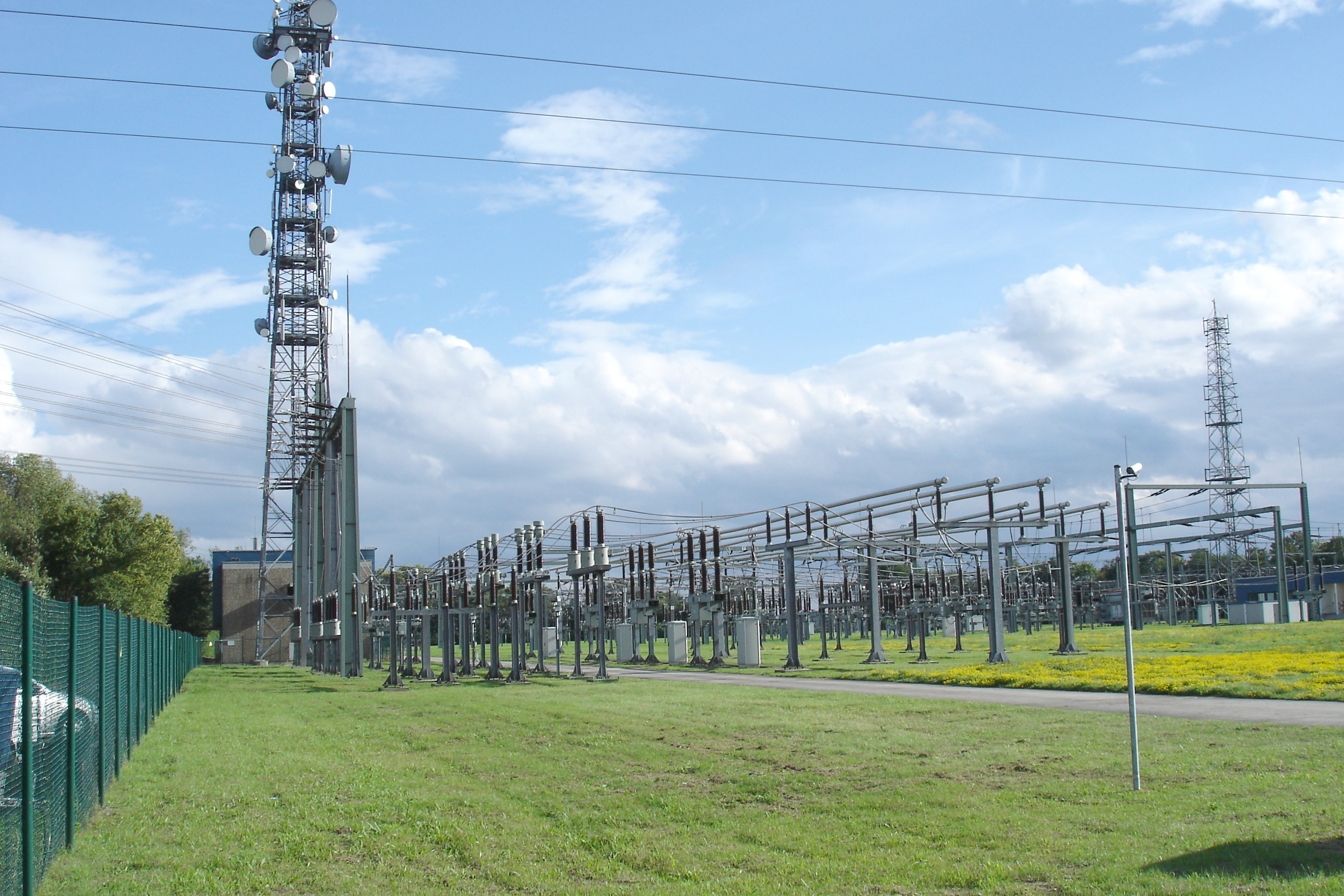
Freiluftschaltanlage in Frankfurt am Main

## Allgemeine Informationen

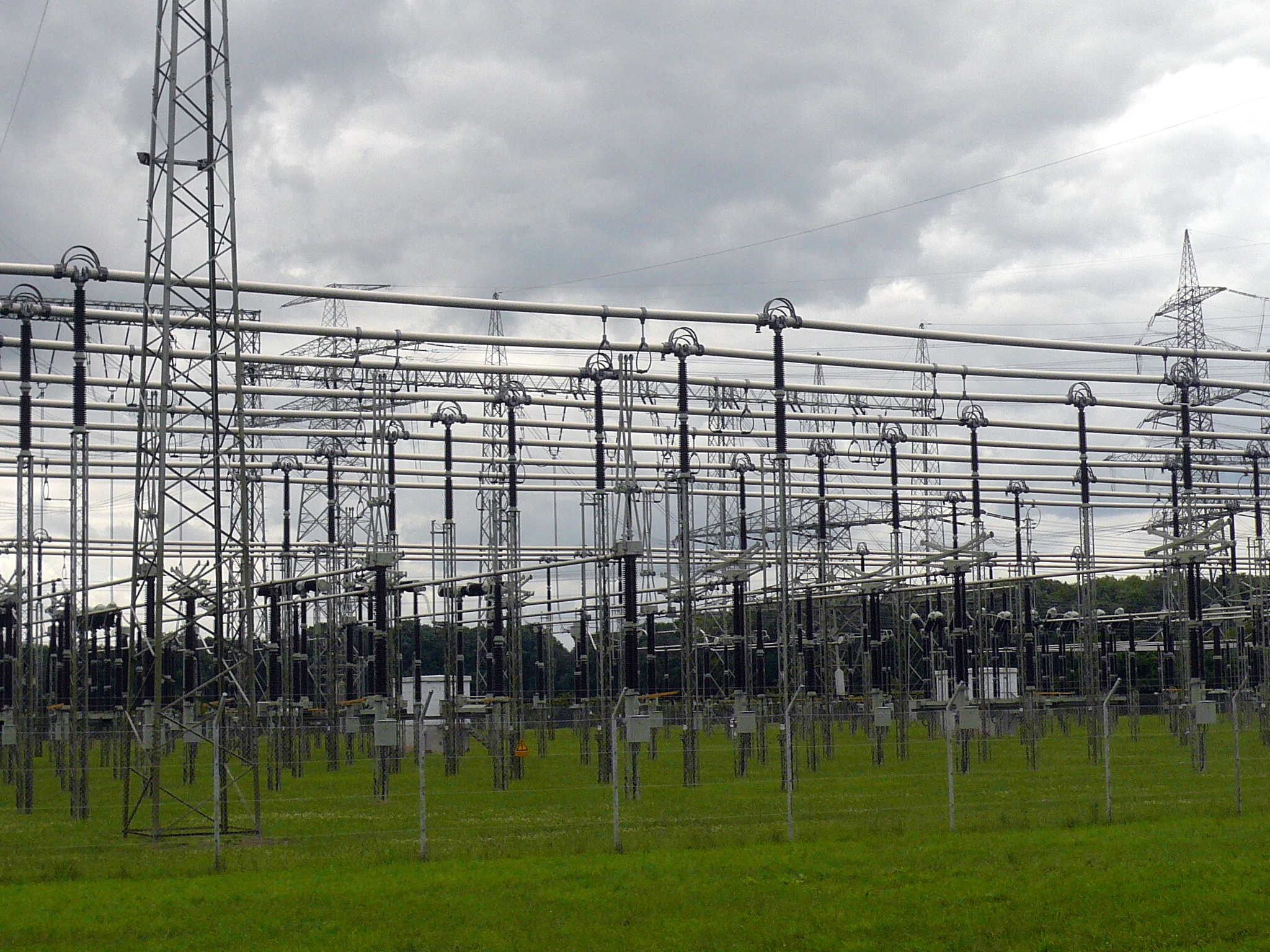
Freiluftschaltfeld beim Kernkraftwerk Grafenrheinfeld.

In Schaltanlagen erfolgt die eigentliche Stromverteilung und das Zusammenfassen von Lasten bzw. Verbrauchern.
Entsprechend der Spannungsebene werden Nieder-, Mittel- und Hochspannungs-Schaltanlagen unterschieden. Sie bilden die „Knotenpunkte“ dieser Stromnetze.
Die in den Knoten ankommenden und abgehenden Leitungen werden als Abzweige bezeichnet. Man unterscheidet Abzweige in Einspeisungen, Abgänge und Kupplungen zu anderen Netzknoten.
Wegen des zu erwartenden hohen Betriebsstromes für die Knoten (Knotenpunktsatz), der Vielzahl der Abzweige und des für die großen Leitungsquerschnitte benötigten Anschlussraums werden die „Knoten“ als Sammelschienen realisiert.
Praktisch alle Abzweige einer Schaltanlage sind über Schaltgeräte mit der Sammelschiene des Netzknotens verbunden. Bei Störungen ermöglichen Schaltanlagen die Änderung der Netztopologie und das Freischalten und Erden von Betriebsmitteln für Wartungsarbeiten.
Kabelgärten werden auch zu den Schaltanlagen gerechnet, obwohl sie, wenn überhaupt, nur über Trennschalter verfügen.

## Anforderungen
Je nach Spannungsebene, Aufbau und Situation bestehen unterschiedliche Anforderungen an Schaltanlagen:
- Gewährleistung einer gefahrlosen Bedienung
- Kapselung, Abschottung und Abdeckung spannungsführender Teile (in Innenräumen)
- Trennung und Erdungsmöglichkeit bei Wartungsarbeiten
- Wartungsfreundlichkeit
- Geringer Platzbedarf
- Langzeitintegrität von Kontaktverbindungen
- Begrenzung der Erwärmung stromführender Teile
- Bei Freiluftanlagen ein weitflächiges Erdungsnetz sowie Blitzschutzeinrichtungen

## Nieder- und Mittelspannung

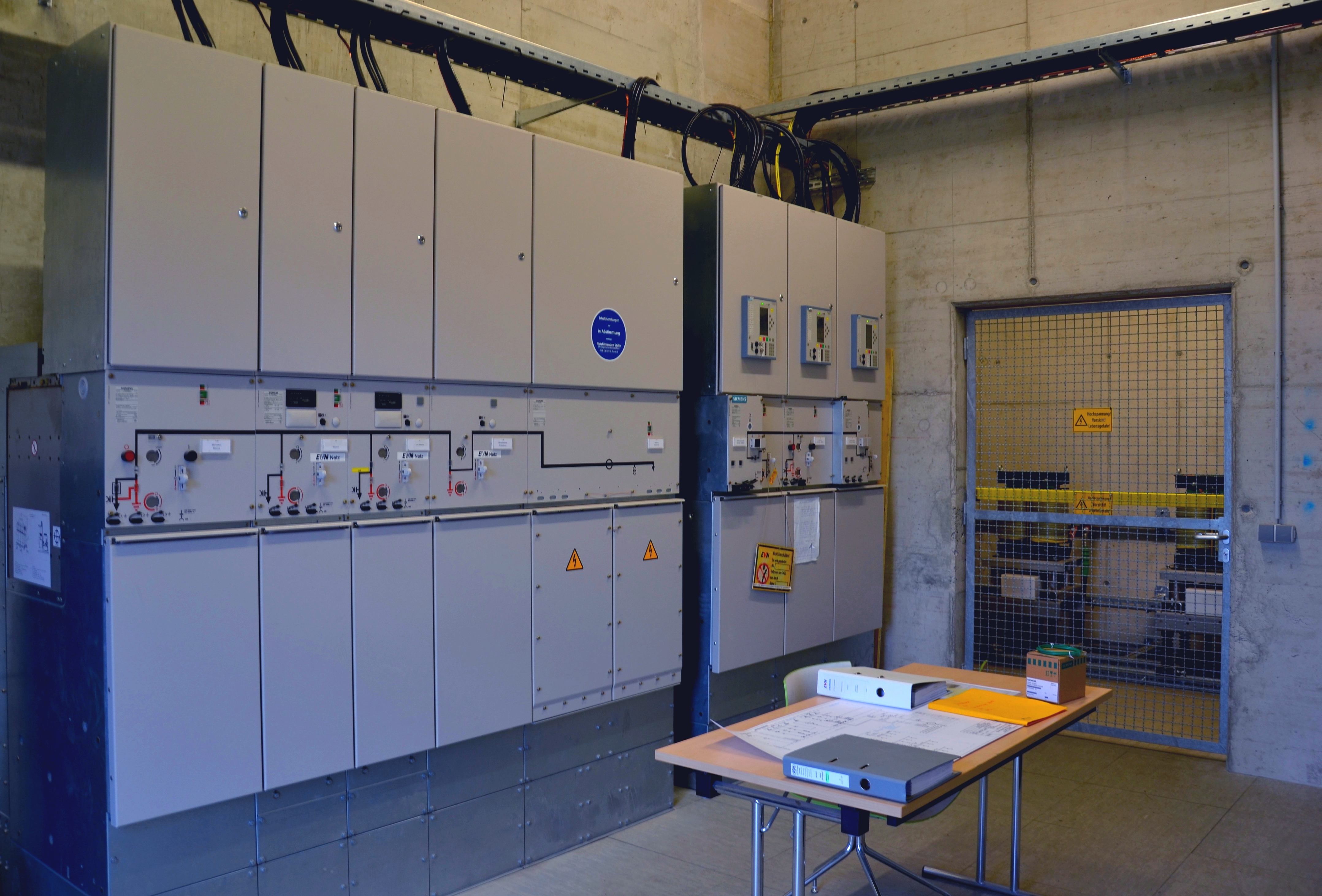
20 kV-Schaltzellen des Biomasseheizkraftwerkes Steyr, links beginnend mit den Schaltfeldern: Trafoabgang, 2-mal schaltbarer Kabelabgang, Längstrenner, Messzelle, 3-mal Leistungsschalter

Schaltanlagen für Nieder- und Mittelspannung werden in der Regel in geschlossenen Gebäuden installiert.
Während Schaltanlagen für Niederspannung in normalen Räumen in geschlossenen Schränken untergebracht sind, befinden sich Schaltanlagen für Mittelspannung in geeigneten Schalträumen in Schaltzellen, die untereinander mit Sammelschienen in Verbindung stehen. Je nach Wichtigkeit sind diese ausgestattet als Einfachsammelschiene (mit Längstrennung), Doppel- oder Dreifachsammelschiene.
Die räumliche getrennte Anordnung der Sammelschienen ermöglicht Arbeiten in einer Schaltzelle unter Einhaltung der fünf Sicherheitsregeln: nur der Abzweig, den die Zelle versorgt hat, muss abgeschaltet und geerdet werden. Bei der Auslegung einer Sammelschiene werden Aluminium- oder Kupfer-Schienen verwendet, die den maximalen zulässigen Dauerbelastungsstrom tragen sowie auftretenden Kurzschlussströmen standhalten können müssen; das gilt für die Schienen, die Schraub-Verbindungsstellen zueinander sowie die Phasenabzweigungen zu Trennschaltern, Leistungsschaltern und sonstigen Betriebsmitteln.
Aluminium-Schienen neigen unter Einwirkung der von Stahlschrauben produzierten Anpresskräfte zum Fließen, daher kommt es durch die Erwärmung im Betrieb allmählich zu einer Verschlechterung der Schraubverbindungen bis hin zur Zerstörung. Der Einsatz von Spannscheiben aus rostfreiem Stahl hält die Schienenanpresskräfte konstant, indem die Spannscheibe sich in der Länge ausdehnt. Die Anordnung von Stahlschrauben bei überlappenden Schienen sind in einer VDE-Vorschrift geregelt.
Moderne Mittelspannungsschaltanlagen werden vollgekapselt ausgeführt, d. h. alle aktiven Teile wie Sammelschienen und Schaltgeräte sind im normalen Betrieb unzugänglich. Dies bedingt einen weitgehend wartungsfreien Aufbau der Sammelschienenverbindungen und der Schaltgeräte. Als Isoliermedien für den hermetisch verschlossenen Sammelschienenraum wird bei gasisolierten Schaltanlagen das Gas Schwefelhexafluorid (SF6) nach Stand der Technik bzw. bei Schaltanlagen neuester Bauart eine Feststoffisolierung aus verschiedenen Gießharzen eingesetzt. Ebenfalls zum Einsatz kommen Schaltanlagen mit alternativen Gasen (basierend auf Fluor-Ketonen) oder mit isolierendem Vakuum. Schaltgeräte werden je nach Bemessungsspannung und Kurzschlussausschaltvermögen als Vakuumschaltgeräte bzw. ebenfalls mit Gasisolierung ausgeführt.
Ist eine große Flexibilität beim Aufbau der Felder (z. B. mehrere Funktionen pro Feld) gefordert, so bieten klassische Schaltanlagen mit Luft als Isoliermedium mehr Freiraum bei der Planung und Erweiterung. Sie werden vor allem in der Industrie eingesetzt, wo standardisierte Kompaktschaltanlagen an die Grenzen der möglichen Funktionen stoßen. Für diese Schaltanlagen sind ebenfalls weitgehend wartungsfreie Schaltgeräte in Ausführung mit Vakuumschalter als gasisolierte Schaltanlage (GIS) verfügbar. Bei Neubauten und Ertüchtigungen von Trafostationen kommen dagegen meist standardisierte Kompaktschaltanlagen (Ringkabelschaltanlagen mit ein bis drei Trafoabgängen) mit Feststoffisolierung oder in GIS-Ausführung zum Einsatz.

## Hoch- und Höchstspannung

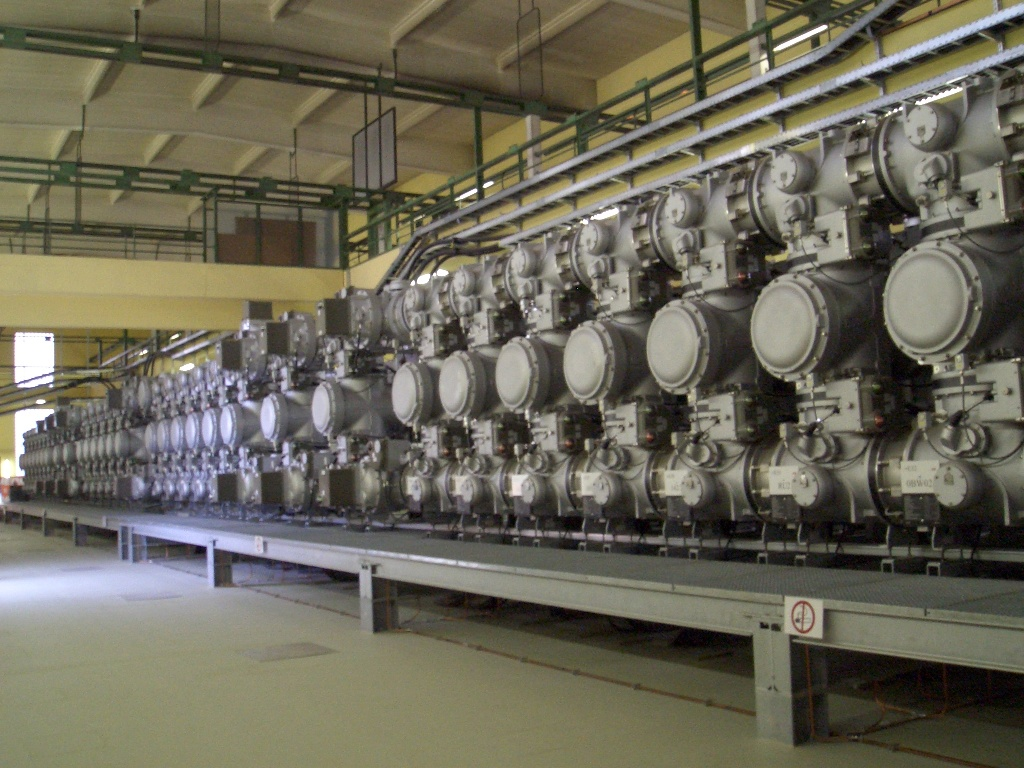
Gasisolierte Schaltanlage für 110 kV im Umspannwerk Simmering

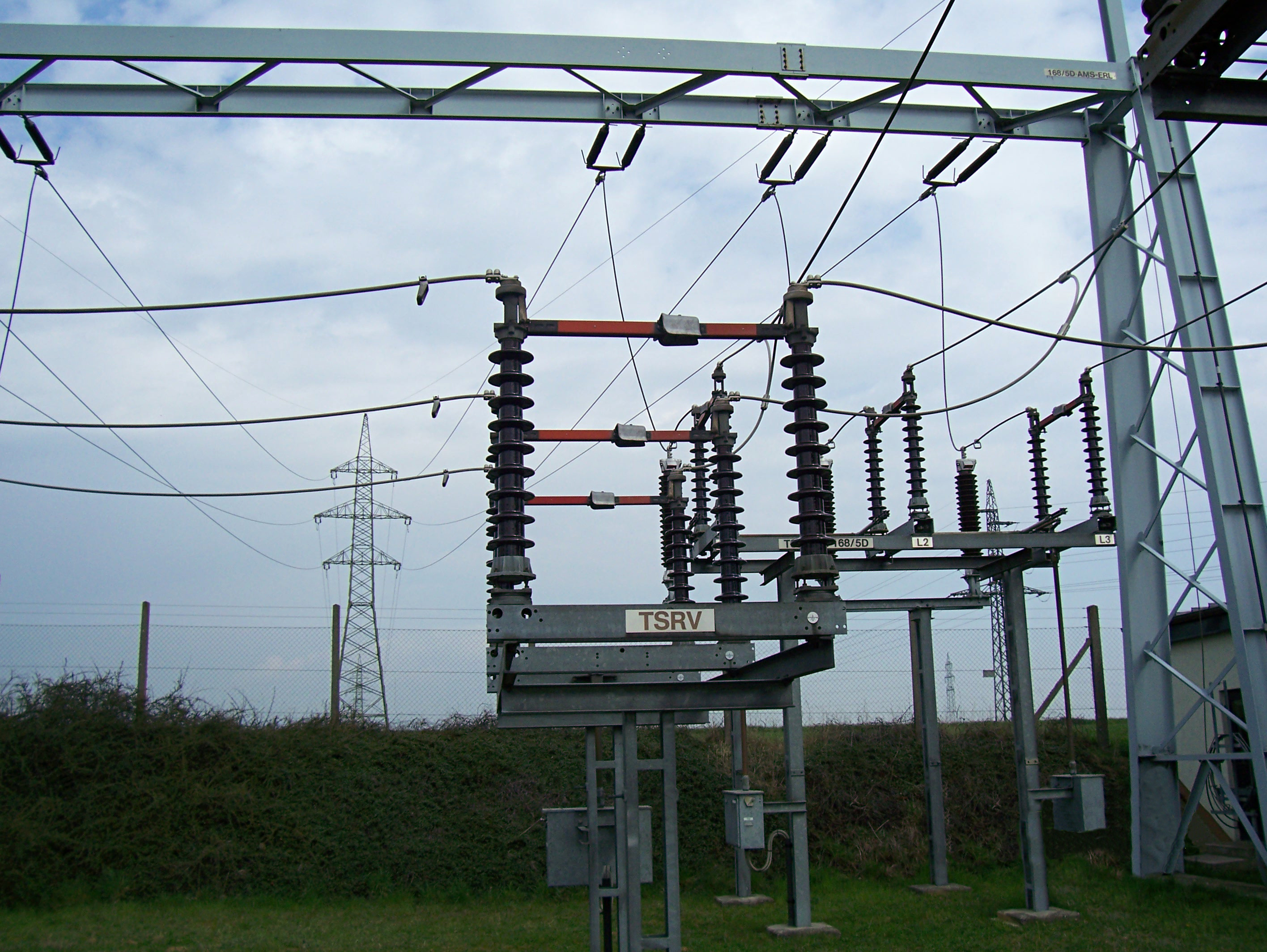
Trennschalter für 110 kV in einer Schaltanlage

Schaltanlagen für Hoch- und Höchstspannung werden entweder als Freiluftschaltanlage oder als gasisolierte Schaltanlage errichtet. Der Unterschied besteht in der Verwendung eines Isoliergases wie Schwefelhexafluorid, wodurch die vollständig gekapselten Schaltanlagen wesentlich kompakter und auf kleinerem Raum gebaut werden können.
Für gasisolierte Schaltanlagen wird nur ca. 1/10 des Platzes einer Freiluftschaltanlage benötigt, wodurch diese Anlagen in Hallen untergebracht werden können. Dafür sind Kosten und Wartungsaufwand höher, weshalb gasisolierte Anlagen vor allem in dicht bebauten städtischen Gebieten mit geringem Platzangebot angewendet werden.

## Besondere Schaltanlagen
Besondere Schaltanlagen sind Stromrichterstationen für die Hochspannungs-Gleichstrom-Übertragung (HGÜ) und Bahnstromumformerwerke.
Eine weitere Form besonderer Schaltanlagen trifft man bei Antennenschaltern von Großsendern mit umschaltbarer Richtcharakteristik an.
Auch ein Sondertyp sind Trägerfrequenzsignal-Relaisstationen oder Anlagen zur Auskopplung von Trägerfrequenzsignalen.

## Sicherheitsvorschriften
Unbefugten ist wegen der Gefahr der teilweise zugänglichen Hochspannungsteile das Betreten von Schaltanlagen untersagt. In Deutschland müssen die Anlagen mit verschlossenen, von innen jedoch zu öffnenden Türen ausgerüstet sein (Panikschloss). Freiluftschaltanlagen müssen mit einem 1,80 Meter hohen Zaun umgeben sein, der oft mit der Stationserdung oder einem separaten Potentialsteuerring verbunden ist. Der Zugang zu Bereichen mit und das Arbeiten an Hochspannungsanlagen ist nur entsprechend ausgebildeten und unterwiesenen Personen möglich.

## Geschichte

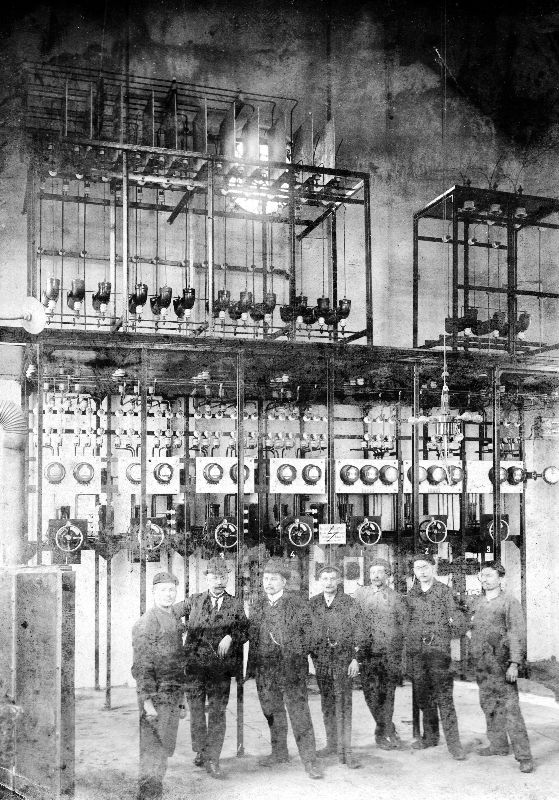
Schaltanlage um 1910

Die ersten Schaltanlagen waren sehr einfach, da alle notwendigen Bestandteile an einer Wand befestigt wurden. Als man später Anlagen auf Holztafeln montierte, konnte man zum ersten Mal von Schalttafeln im engeren Sinne sprechen. Zur Vermeidung von Bränden wurde das Holz schließlich durch Schiefer oder Marmor ersetzt. Damit ging ein weiterer Fortschritt einher, denn die Schalt- und Messgeräte konnten auf der Vorderseite angebracht werden, während die Verkabelung auf der Rückseite erfolgte.
Während anfänglich Personal vor Ort tätig war, um einzelne Schalthandlungen manuell auszuführen, wurden in der ersten Hälfte des 20. Jahrhunderts sowohl Schaltanlagen als auch Umspannwerke mit Leittechnik ausgestattet und von zentralen Leitstellen zunehmend ferngesteuert.
Heutzutage zählen Schaltanlagen und Umspannwerke zu den Anlagen mit dem höchsten Automatisierungsgrad. Dabei werden bis zu einige 100 Schaltanlagen und Umspannwerke von einer zentralen Leitstelle automatisiert gesteuert und fernüberwacht. Personal ist nur anlassbezogen vor Ort, beispielsweise für Wartungsarbeiten.